# Dragutin Franić
Prof. Dragutin Franić (1864. – 1924.), hrvatski je profesor, pedagog, publicist i zemljopisni stručni pisac. Rodom je iz Smiljana.

## Djela
Izbor iz djela.
- Ocjena i tumač Steklasine karte karte Hrvatske i Slavonije : nadalje njegova zemljopisa i statistike Austro-ugarske monarhije, Sarajevo, 1895.
- Orometrija ličko-gackoga ili gornjo-hrvatskoga visočja
- Plitvička jezera i njihova okolica : s 19 fotografija, s 9 historičkih i geografskih karata, pa s 3 vlastoručne crtarije njeg. veličanstva Fridrika Augusta II., saskog kralja
- Poučna korist dvaju djačkih stručnih izleta
- Školski izleti : od Osijeka do Željeznih vrata (Demir-kapije), Sarajevo, 1895.
- Stručni poučni izleti osječkih učenika više trgovačke škole god. 1897, Zagreb, 1897.
- Uzvisitost najglavnijih gorskih saobraćajnih i prometnih prijelaza u Hrvatskoj i Slavoniji, Sarajevo, 1897.
- S gjacima : kroz Bosnu - Hercegovinu, Crnu Goru, Dalmaciju, Jadransko more, Istru (Trst, Mletke, Rijeku) i Hrvatsku, Donja Tuzla, 1901.